# Banilad (Cebu City)
Banilad is een van de 80 barangays van de stad Cebu City in de Filipijnse provincie Cebu op het eiland Cebu.
Banilad is gelegen in het noordoosten van de stad. De belangrijkste verkeersader die de barangay ontsluit is de Talamban Road die doorloopt naar barangay Talamban. De barangay had tijdens de census van 2000 5220 inwoners verdeeld over 1069 huishoudens. Bij de census van 2007 was dit aantal gegroeid tot 8650 inwoners.
In de barangay is de Gaisano Country Mall gevestigd.

## Bron
1. ↑  Persbericht van het National Statistics Office met de resultaten van de Census van 2007